# TR-1700
La Clase TR-1700 o simplemente TR-1700 es una serie de submarinos de ataque de propulsión convencional (diésel-eléctrica) construidos por Thyssen Nordseewerke en Alemania Occidental para la Armada Argentina.
Únicamente dos de las seis unidades previstas fueron completadas. Una de ellas, el ARA San Juan, naufragó en 2017 con la pérdida de cuarenta y cuatro marinos.

## Historia

### Inicios
El Plan Europa encarado durante los setenta por la armadas argentina, buscando mejorar su capacidad militar y a la par crear la base de una industria militar local fabricando o ensamblando equipos militares.
La Argentina de la década de 1970 tenía importantes litigios limítrofes con Chile y se disputaba la hegemonía económica y política con Brasil. Por ello se pensó en un tipo de submarino que pudiera operar sobre el tráfico marítimo en la zona situada entre la costa occidental de África, el Cabo de Hornos y el Océano Pacífico sudoriental.
Argentina inició a principios de los años setenta un ambicioso programa de reequipamiento naval, que incluía disponer de hasta ocho submarinos. En 1974 ensambló en Tandanor dos submarinos Type 209 (llamados ARA Salta (S-31) y ARA San Luis (S-32)), de origen alemán y contrató, mediante el Programa de Submarinos, avalado por los decretos del PEN N.º 768 del 5 de septiembre de 1973, N.º 956 del 28 de marzo de 1974 y N.º 336 del 14 de febrero de 1978, al astillero Thyssen Nordseewerke para completar una serie de seis submarinos TR-1700 de los cuales cuatro deberían ser construidos íntegramente en Argentina. Para ello construyó el Astillero Ministro Manuel Domecq García, mientras en Alemania se construirían las dos primeras unidades de la serie. El Astillero se situó en la Costanera Sur, y comparte con Tandanor un completo Syncrolift que es utilizado para poder efectuar trabajos sobre los cascos de los buques. Cuando Argentina decidió renunciar a la construcción de los submarinos costeros TR-1400 se aprobó incrementar el número de TR-1700 a seis unidades. 
El submarino TR-1700 era un diseño mucho más capaz que el 209 que en ese momento era el submarino alemán más exitoso en cuanto a pedidos. Fue un submarino diseñado para satisfacer los requerimientos de la Armada Argentina. Se preveía que dos unidades fueran construidas en Alemania y al menos cuatro en Argentina. Eran en aquel momento los submarinos más grandes construidos por Alemania desde la Segunda Guerra Mundial. El astillero Thyssen Nordseewerke desarrolló en la década de 1960 un diseño de submarino oceánico para la Armada de Sudáfrica, que al adaptarse a los requerimientos de la Armada Argentina dio lugar a una nave de gran autonomía, alta velocidad de tránsito y velocidad máxima de 25 nudos merced a una gran batería de 960 elementos y cuatro enormes motores Diesel con sus correspondientes generadores de gran eficiencia para recargar la batería. Los sistemas de navegación, mástiles, sonares y control tiro eran lo más moderno de Alemania. La clase TR 1700 tenía gran velocidad subacuática, una autonomía de 70 días y un sistema automático de recarga de torpedos en sólo 50 segundos. Los submarinos también tenían espacio de sobra para transportar y desembarcar commandos para operaciones especiales. Pero ese gran tamaño y capacidad fue también su condena, al ser caros de mantener, adaptados a los requerimientos argentinos, más complejos y caros que los Tipos 209.
Alemania Occidental tenía restricciones en cuanto al tonelaje de los submarinos que podía construir. Emplear un astillero en Argentina para fabricar naves mayores a las 1000 toneladas era interesante para los astilleros alemanes, facilitando posibles ventas. Sin embargo Alemania Occidental consiguió pocos años después mejorar las restricciones al tonelaje y perdió el interés por el astillero de submarinos en Argentina. Esto sería uno de los factores que harían fracasar el proyecto.

### El programa
Los vaivenes de la economía y política Argentina afectaron al astillero, que nunca pudo completar las cuatro unidades, a pesar de que la primera de ellas se encuentra con un importante grado de avance. 
De los cuatro submarinos previstos a construir localmente, el ARA Santa Fe estaba terminado en un 70% y el ARA Santiago Del Estero en un 30%. Desde la interrupción de los trabajos en estas unidades se anunció varias veces la reanudación de la construcción, sin éxito. Casi al mismo tiempo que Argentina, la Marina brasileña inició su programa de construcción de submarinos, pero optó por los más consolidados y pequeños Tipo 209. En su momento se estimó que completar la construcción del tercer TR-1700, bautizado como ARA Santa Fe, costaría unos 200 millones de dólares y estaría terminado en menos de la mitad del tiempo que implicaría construir otro submarino desde cero.
El programa argentino parecía ir inicialmente por buen camino, el mayor desplazamiento, mayor autonomía y mayor capacidad de llevar armas de la clase Santa Cruz (TR-1700) preocuparon a Reino Unido y Chile. Se entregaron a la Armada Argentina los dos submarinos construidos en Alemania en 1984 y 1986. Además se entregaron en contenedores y pallets los elementos para construir en Argentina cuatro submarinos TR-1700.
En la década de los años noventa, la Fuerza de Submarinos argentina tuvo la oportunidad de operar con las fuerzas de la US Navy en muchas maniobras y ejercicios. En 1992, el ARA San Juan participó en el ejercicio UNITAS XXXIII en aguas del Caribe. EN 1994 participó en el FLEETEX 92/2. En este ejercicio el comandante demostró mediante fotografías de periscopio haber hundido al buque de mando de la fuerza de tareas principal. Luego participó en PASSEX 24-94 con unidades de la Armada de Venezuela.
Durante el gobierno de Carlos Saúl Menem se dispuso el cierre de dichas instalaciones y hubo intenciones de transformar el complejo en un centro comercial. En 1996, los submarinos ARA Santa Fe y ARA Santiago del Estero fueron canibalizados para la mantener los dos submarinos en servicio construidos en Alemania. La misma suerte tuvieron los equipamientos entregados por Alemania para los dos últimos submarinos.
En 2004 se reinauguró el Astillero y en sus instalaciones se reparó al submarino Type 209 ARA Salta (S-31). El 17 de agosto de 2007 ingresó a sus gradas, el Submarino TR-1700 ARA San Juan (S-42) para una reparación de media vida, que incluyó el cambio de las placas de los 960 elementos de sus baterías, incluyendo corte de casco y el cambio de su periscopio. La misma finalizó el 6 de febrero de 2014, el 15 de noviembre de 2017 el submarino ARA San Juan (S-42) de la Armada Argentina desapareció con 44 tripulantes a bordo. El 17 de noviembre de 2018 a las 01:04 a. m., la Armada Argentina confirma la aparición del mismo a 900 metros de profundidad y a unos 500 kilómetros de la ciudad de Comodoro Rivadavia.

## Características técnicas

### Propulsión
Su sistema de propulsión es diésel-eléctrico, con 960 elementos de baterías de plomo-ácido. La energía de estas baterías es provista a un motor eléctrico de propulsión de cuatro armaduras y 6400 kW de potencia que transmite su movimiento a la línea de eje y, por consiguiente, a la hélice. Para la carga de baterías cuenta con cuatro motores diésel MTU de 16 cilindros en V y 1200 kW de potencia, que mueven a su vez cuatro alternadores de 4000 amperios

## Clase
| Nombre              | Número | Constructor                             | Iniciado                            | Botado                              | Asignado                            | Destino                             |
| ------------------- | ------ | --------------------------------------- | ----------------------------------- | ----------------------------------- | ----------------------------------- | ----------------------------------- |
| Santa Cruz          | S-41   | Thyssen Nordseewerke                    | 1980                                | 1981                                | 1984                                | Reparación cancelada, almacenado    |
| San Juan            | S-42   | Thyssen Nordseewerke                    | 1982                                | 1983                                | 1985                                | Naufragio en 2017, pérdida total    |
| Santa Fe            | S-43   | Astillero Ministro Manuel Domecq García | Cancelado en 1994 con 70% de avance | Cancelado en 1994 con 70% de avance | Cancelado en 1994 con 70% de avance | Cancelado en 1994 con 70% de avance |
| Santiago del Estero | S-44   | Astillero Ministro Manuel Domecq García | Cancelado en 1994 con 30% de avance | Cancelado en 1994 con 30% de avance | Cancelado en 1994 con 30% de avance | Cancelado en 1994 con 30% de avance |
| sin nombre          | S-45   | Astillero Ministro Manuel Domecq García | Cancelado                           | Cancelado                           | Cancelado                           | Cancelado                           |
| sin nombre          | S-46   | Astillero Ministro Manuel Domecq García | Cancelado                           | Cancelado                           | Cancelado                           | Cancelado                           |